# Eve Palmer
Evelyn Mary « Eve » Palmer (20 février 1916 - 1998) était une écrivaine et botaniste sud-africaine. Elle était mariée au journaliste sud-africain et romancier Geoffrey Jenkins. Son ouvrage le plus connu est The Plains of Camdeboo publié en 1966 1966 non-fiction book The Plains of Camdeboo.

## Biographie
Eve Palmer est née dans le Karoo en Afrique du Sud. Son père était Clifford George Palmer - un éleveur - et sa mère Kate (née Uglig) Palmer.
Palmer étudie le journalisme à l'University College de Londres et obtient un diplôme de journaliste en 1937. Après avoir obtenu son diplôme, Palmer fait une tournée aux États-Unis. Elle fait des reportages pour le Capetown News, The Rhodesia Herald et le Pretoria News. Elle publie ensuite les premiers numéros du Veldtrust, un magazine écologiste qui est aussi la publication officielle du National Veld Trust. Palmer était membre de la Royal Society of South Africa, du National Veld Trust, de la Botanical Society of South Africa, de la Wild Life Society, de la Royal Horticultural Society et de la Rose Society.
Après la guerre, Eve Palmer rencontre son collègue journaliste et futur romancier Geoffrey Jenkins lorsqu’ils font tous deux des reportages pour le Rhodesia Herald. Ils se marient le 17 mars 1950 et ont un fils nommé David.

## Œuvres

### Littérature
- Our Land (c. 1950), with Norah Massey (a.k.a. Norah Pitman)
- Trees of South Africa (1961), with Norah Pitman
- The Plains of Camdeboo (1966)
- Trees of Southern Africa (1972), with Norah Pitman, illustrated by Rhona Collett, photographs by Geoffrey Jenkins et al. (3 vols.; a revised version of the 1961 work Trees of South Africa)
- A Field Guide to the Trees of Southern Africa (1972, reissued in 1977), illustrated by Rhona Collett
- The Companion Guide to South Africa (1978), with Geoffrey Jenkins
- The South African Herbal (1985), illustrated by Brenda Clarke
- Under the Olive: A Book of Garden Pleasures (1989), illustrated by Brenda Clarke
- Return to Camdeboo: A Century's Karoo Foods and Flavours (1992), illustrated by Brenda Clarke
- A Gardener's Year (1995)

### Journalisme
- Journey to Pretoria in 1878: Diary of Mrs. Bousfield, wife of the City's first bishop (c.1975)[6]